# Viggo Rothe
Viggo Rothe (20. januar 1814 i København – 10. maj 1891) var en dansk embedsmand, jernbanedirektør og politiker.
Han var bror til Andreas Bjørn Rothe, August Rothe, Rudolph Rothe og Wilhelm Rothe

## Ungdom og uddannelse
Viggo Rothe var søn af konferensråd Christian Rothe i hans første ægteskab. Efter en lykkelig barndom på faderens landejendomme, Lerchenfeld og Buderupholm, kom han ti år gammel i huset hos sin ældste broder, August Rothe, der var lærer ved Sorø Akademi, og her tog han examen artium i 1832 og filosofisk eksamen i 1834. Som lille havde han ikke udmærket sig ved særlig flid, men under sin skolegang lærte han af broderen, "hvad Pligten fordrede, og at dennes Krav bør gaa forud for alt andet i Livet", som han selv siger i Mit Livs Erindringer, og han lærte det så godt, at det blev et grundlag for hele hans senere liv. Fra Sorø vendte Rothe tilbage til sine forældres hus i København og begyndte, halvt mod sin families ønske, at studere ved Den polytekniske Læreanstalt; han tænkte sig det oprindelig som forstudier til kameralistisk eksamen, hvis oprettelse netop var forestående, men interessen for naturvidenskaberne fastholdt ham ved Læreanstalten; 1836 blev han polyteknisk kandidat i anvendt naturvidenskab og skulle nu gøre sine tekniske kundskaber nyttige. Tiltrukket både af Statens tjeneste og af privat virksomhed søgte han foreløbig at holde sig begge veje åbne, i det han privat på smårejser rundt i landet studerede den hjemlige industri og i øvrigt fortsatte sine kemiske studier ved Den polytekniske Læreanstalt, men samtidig søgte plads som volontær i Generaltoldkammer- og Kommercekollegiets industri- og fabrikkontor, hvor han også opnåede ansættelse i efteråret 1836. Hans indtrædelse i statstjenesten udskødes dog et halvt års tid, for at han efter opfordring af Selskabet til Naturlærens Udbredelse kunne holde en række populære forelæsninger over fysik og kemi i Roskilde i vinteren 1837. Samme forår optoges han som alumnus på Borchs Kollegium, hvor han fortsatte sine Studier, særlig over agerdyrkningskemi, sammen med sit Arbejde i Generaltoldkammeret, der væsentligst bestod i en bearbejdelse af statistiske tabeller vedrørende den danske Industri. Hans private arbejde med samme emne kom ham her til nytte og satte ham ofte i stand til at supplere det mangelfulde officielle materiale. En kort tid fik han ansættelse ved Den kongelige Porcelænsfabrik for at kunne sætte sig ind i porcelænsfabrikationen, og med offentlig understøttelse berejste han Slesvig og Holsten for også at blive fortrolig med disse landsdeles industri. Fra denne periode foreligge flere arbejder fra Rothes hånd, f.eks. hans bog om agerdyrkningskemi (1839) og flere afhandlinger af kemisk, statistisk og teknisk indhold.
1839 blev Rothe ansat som kopist i kanal-, havne- og fyrkontoret, hvor han bl.a. fik lejlighed til at sætte sig særlig ind i fyrvæsenet og foranledige, at flere af de gamle spejlfyr ombyttedes med moderne linsefyr, hvis konstruktion og betjening han måtte studere nærmere på en tjenesterejse i Norge. Imidlertid var kanal-, havne- og fyrkontoret blevet forenet med fabrik- og industrikontoret, og i det nye kontor fik han ansættelse som fuldmægtig 1841 og som kontorchef 1845 til 1. januar 1849, da han forlod statstjenesten som følge af regeringskollegiernes ophævelse. Sine videnskabelige interesser havde Rothe plejet, bl.a. ved deltagelse i de nordiske naturforskermøder 1840, 1844 og 1847 – og senere atter i 1862 -, og kort før sin afsked fra statstjenesten fik han tilbud om et professorat i statsøkonomi og statistik ved Københavns Universitet; han afslog det, men bistod det juridiske fakultet med ordningen af den nyoprettede statsvidenskabelige eksamen.

## Politikeren og foreningsmanden Rothe
Ved slægtskabs- og venskabsforbindelser med flere af tidens ledende politikere var Rothe efterhånden blevet politisk interesseret og blev ved første Rigsdagsvalg Folketingsmand for Københavns 4. kreds, som han repræsenterede i 5 sessioner til Rigsdagens opløsning i efteråret 1854. I 1851 og 1852 var han statsrevisor, valgt af Folketinget, men af hensyn til sine private arbejder søgte han ikke genvalg.
Da Industriforeningen i København stiftedes 1838, blev Rothe valgt til sekretær, og fra 1840-54 var han medlem af repræsentantskabet, hvor han snart indtog en fremtrædende stilling på grund af sit indgående kendskab til alle industrielle forhold. 1847-48 var han formand og i to perioder 1848-51 og 1852-54 næstformand. Han holdt hyppigt foredrag ved de ugentlige møder og medvirkede ved organisationen af salgsudstillinger af danske industriprodukter. Han valgtes af Indenrigsministeriet til medlem af komiteen for Danmarks deltagelse i Verdensudstillingen i London 1851 og deltog i diskussionen om den tekniske undervisning som medarbejder ved forslag om oprettelse af en teknisk skole for håndværkere og fabrikanter (1849) og om sammensmeltning af Den kongelige militære Højskole og Den polytekniske Læreanstalt (1851), led i forarbejderne for oprettelsen af Det tekniske Selskabs Skole og for indførelsen af en særlig fagundervisning for civilingeniører ved Læreanstalten. Endelig valgtes han 1854 af Københavns Borgerrepræsentation til teknisk medlem af og formand for tilsynskomiteen ved anlægget af vand- og gasværkerne og ledede som sådan denne sag til arbejdernes fuldførelse i 1858. I de 4 derpå følgende år, til 1. marts 1862, var han medlem af Borgerrepræsentationen.

## Jernbanedirektør
Da Rothe i de første år efter sin afskedigelse fra statstjenesten var uden tilstrækkeligt erhverv, købte han, efter et par forgæves forsøg på at opnaa en passende stilling i Toldvæsenet, sammen
med en ven, cand.polyt. J. Glahn, i 1851 kalkbrænderiet på Østerbro og drev det til 1855, da han solgte sin andel til kompagnonen, fordi han ikke længere havde tid til at tage sig af det. Ved Industriforeningens initiativ var Det Sjællandske Jernbaneselskab blevet stiftet og jernbanen til Roskilde bygget og åbnet 1847, men havde i det første år så store vanskeligheder at kæmpe mod, at en delvis fornyelse af dens bestyrelse ansaas for nødvendig, og Rothe fik da tilbud om posten som teknisk direktør. Skønt han følte sig ret fremmed over for denne opgave, måske nærmest fordi udenlandsrejser til Tyskland og Frankrig i 1841 og til Sverige i 1844 havde hindret ham i at deltage i forhandlingerne om banens bygning, modtog han dog den tilbudte stilling fra 1. juni 1848, da han havde stiftet familie et par år i forvejen og gerne ville forøge sine indtægter med den i øvrigt meget beskedne direktørgage. Sandsynligvis har også opgaven fristet ham, og han har sikkert til dens løsning, foruden sit administrationstalent, arbejdsenergi og evne til hurtig at sætte sig ind i en sag, medbragt en levende følelse af det ansvar, der påhviler en jernbanedirektør, da han i Paris på nært hold havde set en stor jernbaneulykke (Meudon-ulykken 1842), der gjorde så meget stærkere indtryk på ham, som han selv kun undgik den, fordi han ikke kunne få plads i et overfyldt tog. Det er da også værd at notere, at han i sin mer end 37-årige virksomhed som jernbanedirektør var heldig nok til at undgå større ulykker. Tidlig og silde færdedes han på maskinværksteder, stationer og banelinjen og benyttede de første år som læretid til at sætte sig fuldkomment ind i alle tekniske detaljer og så vidt muligt også i driften, som i øvrigt sorterede under den administrerende direktør. Det blev da også Rothe blandt banens 3 direktører, der i 1852 valgtes af aktieselskabets plenarbestyrelse til at tiltræde bygningskomiteen for banens forlængelse til Korsør, hvorved han viste sig som en smidig og besindig mægler mellem den engelske entreprenør og regeringskontrollen, der ofte stod skarpt over for hinanden, og da Korsørbanen i 1855 var færdig, valgtes han til administrerende direktør. I det halve år, som endnu hengik inden banens åbning, udarbejdede han alle reglementer for befordring, signalvæsen, takster og lønninger samt instrukser for de nye funktionærer, så alt vedrørende driften var i orden til åbningsdagen 27. april 1856.
Da Korsørbanens drift var indarbejdet, foretog Rothe flere rejser til Tyskland, Frankrig og England for at studere disse landes jernbaneforhold og søgte stadig at gøre sine efterhaanden indvundne erfaringer nyttige for jernbaneselskabet. Ved billige lystrejser, kloge lempelser i fragttaksterne for større godsforsendelser og lettelser i forbindelsen med de øvrige landsdele forøgede han trafikken og nåede i økonomisk henseende et særdeles godt resultat; og efterhaanden som publikum lærte at bruge banen, og man kunde tænke på bygningen af nye linjer, arbejdede han energisk paa disses gennemførelse og naaede at se det sjællandske jernbanenet udvidet til Klampenborg og Kongens Lyngby (1863), Helsingør (1864), Masnedsund (1870), Kalundborg (1874) og Frederikssund (1879). Og i det han som direktør så at sige voksede op sammen med sit banenet, kunde han på ethvert punkt følge med udviklingen og til enhver tid være inde i alle detaljer og fik i kraft af sin overlegne indsigt og store arbejdsiver hele banens Bestyrelse koncentreret i sin person. Han havde et godt blik for valget af sit personale, som han behandlede humant og retfærdig, og for hvis velfærd han sørgede ved syge- og pensionskasser. Han stillede store fordringer til alle, men større til sig selv og var almindelig afholdt. Han satte sikkert pris på selvstændighed hos sine undergivne, men levnede dem ikke megen plads til udvikling, og det ville måske være blevet følt som et svagt punkt i hans administration, at han for lidt havde tænkt på sin eftermand, hvis ikke Staten (fra 1. januar 1881) havde overtaget de sjællandske Baner, medens han endnu stod i sin fulde kraft. Endnu en årrække fungerede Rothe som direktør for Statsbanerne på Sjælland, og først da administrationen af samtlige statsbaner samledes under en generaldirektør fra 1. oktober 1885, trådte han tilbage og levede et stille privatliv i København indtil sin død, 10. maj 1891.
1856 udnævntes han til justitsråd, 1859 til etatsråd, 1852 til Ridder af Dannebrog, 1864 til Dannebrogsmand, 1872 til Kommandør af 2. grad af Dannebrog, 1875 til Kommandør af 1. grad og 1885 til konferensråd. 5. november 1845 ægtede han sin kusine Martha Gustava Rothe, datter af kontreadmiral Carl Adolph Rothe.
Rothe boede i en villa ved Københavns anden Banegård. Den var tegnet af banegårdens arkitekt Johan Daniel Herholdt, men huset blev naturligvis revet ned samtidig med banegården og jernbaneterrænets rydning omkring 1917.
Han er begravet på Solbjerg Parkkirkegård. Viggo Rothes Vej i Charlottenlund er opkaldt efter ham.

## Gengivelser
Han er portrætteret på et maleri af Carl Bloch 1868 (hos DSB). Der findes en portrætmedaljon på gravstenen, en tegning fra ungdommen (familieeje). Desuden et litografi af I.W. Tegner efter fotografi fra 1869. Træsnit 1874, 1876 efter fotografi fra Budtz Müller og 1888 af H.P. Hansen.